# The 13th Floor Elevators
The 13th Floor Elevators — американський рок-гурт з Остіна, утворений Рокі Еріксоном, Томмі Голлом та Стейсі Сазерлендом у 1965 році.
Назва гурту The 13th Floor Elevators (укр. Ліфти 13-го Поверху) — гра із забобонами деяких країн, у високоповерхівках яких нема 13-го поверху і фактом того, що число «13» символізує тринадцяту букву англійського алфавіту «М» (мається на увазі марихуана). Авторство назви гурту приписують дружині Томмі Голла Клементіні.
З 1966 року гурт став відомий завдяки пісні «You're Gonna Miss Me», а в жовтні того ж року потрапив з нею в чарти.
Учасники гурту виступали за вживання наркотичних речовин з метою «розширення свідомості». Як результат, вже через три роки Рокі Еріксон вперше потрапляє в клініку з діагнозом шизофренія. Артист все життя боровся з психічними захворюваннями — історія цієї боротьби відображена в документальному фільмі «You're Gonna Miss Me» 2007 року, названого на честь їх першого хіта.
Гурт існував по 1969 рік і за цей період випустив чотири альбоми та сім синглів, на короткий час відновлював діяльність у 1973, 1984 та 2015 роках.
The 13th Floor Elevators були першим гуртом, які назвали свою музику психоделічним роком.

## Склад
- Рокі Еріксон — гітара, вокал, автор пісень (1965—1968, 1984, 2015) (помер у 2019)[4]
- Томмі Голл — електричний джаґ, вокал, автор пісень (1965—1968, 2015)
- Стейсі Сазерленд — гітара, вокал, автор пісень (1965—1969) (помер 1978)
- Джон Айк Уолтон — ударні (1965—1967, 1984, 2015)
- Бенні Турман — бас, вокал (1965—1966)
- Ронні Лезерман — бас, вокал (1965—1966, 1967, 1968, 1984, 2015)
- Денні Ґаліндо — бас (1966—1968)
- Денні Томас — ударні, вокал, аранжування (1967—1969)
- Дюк Девіс — бас (1968)
- Фред Мічім — гітара, вокал (2015)
- Елі Саутгард — гітара (2015)

## Дискографія
- 1966 — «The Psychedelic Sounds of the 13th Floor Elevators»
- 1967 — «Easter Everywhere»
- 1969 — «Bull of the Woods»
- 2002 — «The Psychedelic World of the 13th Floor Elevators» (збірка)